# Valerie
"Valerie" – piosenka autorstwa brytyjskiego zespołu indie rock The Zutons. Powstała w 2006 roku i pojawiła się na płycie Tired of Hanging Around.
Mark Ronson i Amy Winehouse w 2007 roku nagrali swoją wersję utworu.

## Lista utworów i formaty
CD 1
1. "Valerie"
2. "April Fool"

CD 2
1. "Valerie"
2. "I Will Be Your Pockets"
3. "In the City"
4. "Valerie" (Wideo)

Singiel 7"
1. "Valerie"
2. "Get Up and Dance"